# Сифэн (Цинъян)
Сифэ́н (кит. упр. 西峰, пиньинь Xīfēng) — район городского подчинения городского округа Цинъян провинции Ганьсу (КНР). Название района происходит от названия посёлка Сифэнчжэнь.

## История
Во времена империи Западная Хань был создан уезд Юйчжи (郁郅县). Во время империи Восточная Хань сюда вторглись кочевники, и административные структуры были ликвидированы.
В эпоху Южных и Северных династий эти земли оказались в составе государства Западная Вэй, и здесь был создан уезд Пэнъян (彭阳县). После образования империи Суй уезд Пэнъян был в 598 году переименован в Пэнъюань (彭原县). В империи Тан уезд Пэнъюань был в 627 году подчинён области Нинчжоу (宁州). В эпоху Пяти династий во времена государства Лян уезд перешёл в состав области Цинчжоу (庆州). Во времена империи Сун область Цинчжоу была в 1125 году трансформирована в Цинъянскую управу (庆阳府). Во времена монгольской империи Юань уезд был в 1270 году расформирован, а земли перешли под непосредственное управление властей управы.
Во времена империи Мин в 1369 году был создан уезд Аньхуа (安化县). После Синьхайской революции уезд Аньхуа был в 1913 году переименован в Цинъян (庆阳县). В 1929 году власти уезда Цинъян переехали в посёлок Сифэнчжэнь.
В ноябре 1935 года на эти земли пришли войска коммунистов, и началось параллельное существование коммунистических и гоминьдановских структур власти.
В 1949 году был образован Специальный район Цинъян (庆阳专区), власти которого разместились в этих местах. В 1950 году был создан город Сифэн уездного уровня, но уже в мае он был переквалифицирован в город районного уровня, подчинённый уезду Цинъян. В 1954 году город районного уровня был преобразован в район.
В 1955 году Специальный район Цинъян был присоединён к Специальному району Пинлян (平凉专区), а район Сифэн был трансформирован в посёлок. В 1962 году Специальный район Цинъян был воссоздан, а в 1970 году Специальный район Цинъян был переименован в округ Цинъян.
В мае 1985 года решением Госсовета КНР из уезда Цинъян был выделен городской уезд Сифэн.
В 2002 году округ Цинъян был преобразован в городской округ; городской уезд Сифэн стал при этом районом Сифэн в его составе.

## Административное деление
Район делится на 3 уличных комитетов, 5 посёлков и 2 волости.